# Vions
Vions település Franciaországban, Savoie megyében. Lakosainak száma 426 fő (2022. január 1.). Vions Chanaz, Chindrieux, Ruffieux és Culoz-Béon községekkel határos.

## Népesség
A település népessége az elmúlt években az alábbi módon változott:
| Lakosok száma | 426  | 410  | 407  | 403  | 401  | 395  | 405  | 416  | 426  |
|               | 2013 | 2015 | 2016 | 2017 | 2018 | 2019 | 2020 | 2021 | 2022 |